# Wuxi Wugo FC
Der Wuxi Wugo Football Club (chinesisch 无锡吴钩足球俱乐部) ist ein professioneller chinesischer Fußballverein aus Wuxi. Aktuell spielt der Verein in der dritten Liga, der China League Two.

## Namenshistorie
| Von  | Bis   | Name                                |
| ---- | ----- | ----------------------------------- |
| 2011 | 2020  | Wuxi Xinje FC (chinesisch 无锡信捷) |
| 2021 | 2022  | Wuxi Wugou FC (chinesisch 无锡吴钩) |
| 2023 | heute | Wuxi Wugo FC (chinesisch 无锡吴钩)  |

## Stadion
Seine Heimspiele trägt der Verein im Wuxi Sports Center Stadium in Wuxi aus. Das Stadion hat ein Fassungsvermögen von 28.000 Personen.

## Trainerchronik
Stand: 14. November 2023
| Trainer   | Nation              | von             | bis             |
| --------- | ------------------- | --------------- | --------------- |
| Qin Kai   | Volksrepublik China | 1. Januar 2020  | 28. August 2022 |
| Wei Xin   | Volksrepublik China | 29. August 2022 | 14. April 2023  |
| Yang Lin  | Volksrepublik China | 16. April 2023  | 23. Mai 2023    |
| Wei Xin   | Volksrepublik China | 24. Mai 2023    | 26. Juni 2023   |
| Li Yi'nan | Volksrepublik China | 27. Juni 2023   | heute           |